# Wetenschappelijk tijdschrift
Een wetenschappelijk tijdschrift is een tijdschrift waarin wetenschappelijke bevindingen gepubliceerd worden: het is een tijdschrift dat toegewijd is aan wetenschap. Acceptatie van artikelen voor publicatie vindt meestal plaats op basis van peer review: een inzending wordt beoordeeld door andere wetenschappers en op basis daarvan geaccepteerd of geweigerd door de redacteur. Veel wetenschappelijke tijdschriften worden uitgegeven door gespecialiseerde wetenschappelijke uitgeverijen, en door vakorganisaties van wetenschappers.
Twee bekende tijdschriften met een relatief breed spectrum aan onderwerpen zijn Nature en Science. Bekende uitgevers van wetenschappelijke tijdschriften zijn Elsevier, Wiley-Blackwell, Springer of Sage.
Op een algemeen publiek gerichte tijdschriften, waarin meestal geen oorspronkelijk onderzoek wordt gepubliceerd, worden als populairwetenschappelijk tijdschrift aangeduid. Voorbeelden zijn Scientific American, New Scientist en Eos.

## Diversiteit
Er zijn vele wetenschappelijke tijdschriften, op allerlei vakgebieden, van zeer breed georiënteerd tot zeer specialistisch. De afgelopen drie eeuwen heeft zich een ware explosie in het aantal wetenschappelijke titels voorgedaan. Huber wijst erop dat de groei in publicaties zich al vanaf het begin van de zeventiende eeuw manifesteert. De Solla Price rapporteerde dat er midden 17e eeuw twee wetenschappelijke tijdschriften waren. 100 jaar later, rond 1750, was dit aantal gegroeid tot tien wetenschappelijke tijdschriften. In 1850 was het aantal tot naar schatting 1.000 verschillende titels toegenomen. Bell geeft aan dat rond 1980 de schattingen uiteenlopen van 30.000 tot 100.000 verschillende wetenschappelijke tijdschrifttitels. Met de komst van internet, en daarmee ook de komst van volledig digitale tijdschriften, zijn de kosten van een nieuwe tijdschrifttitel afgenomen. Het is dan ook aannemelijk dat de groei van het aantal titels nog niet tot staan gekomen is.
Het belang en de kwaliteit van wetenschappelijke tijdschriften verschilt. Door te meten hoe vaak artikelen in een tijdschrift in andere tijdschriften worden geciteerd, kunnen deze verschillen in beeld worden gebracht. De uitkomst hiervan wordt vastgelegd in een impactfactor per tijdschrift.

## Toegang tot tijdschriften

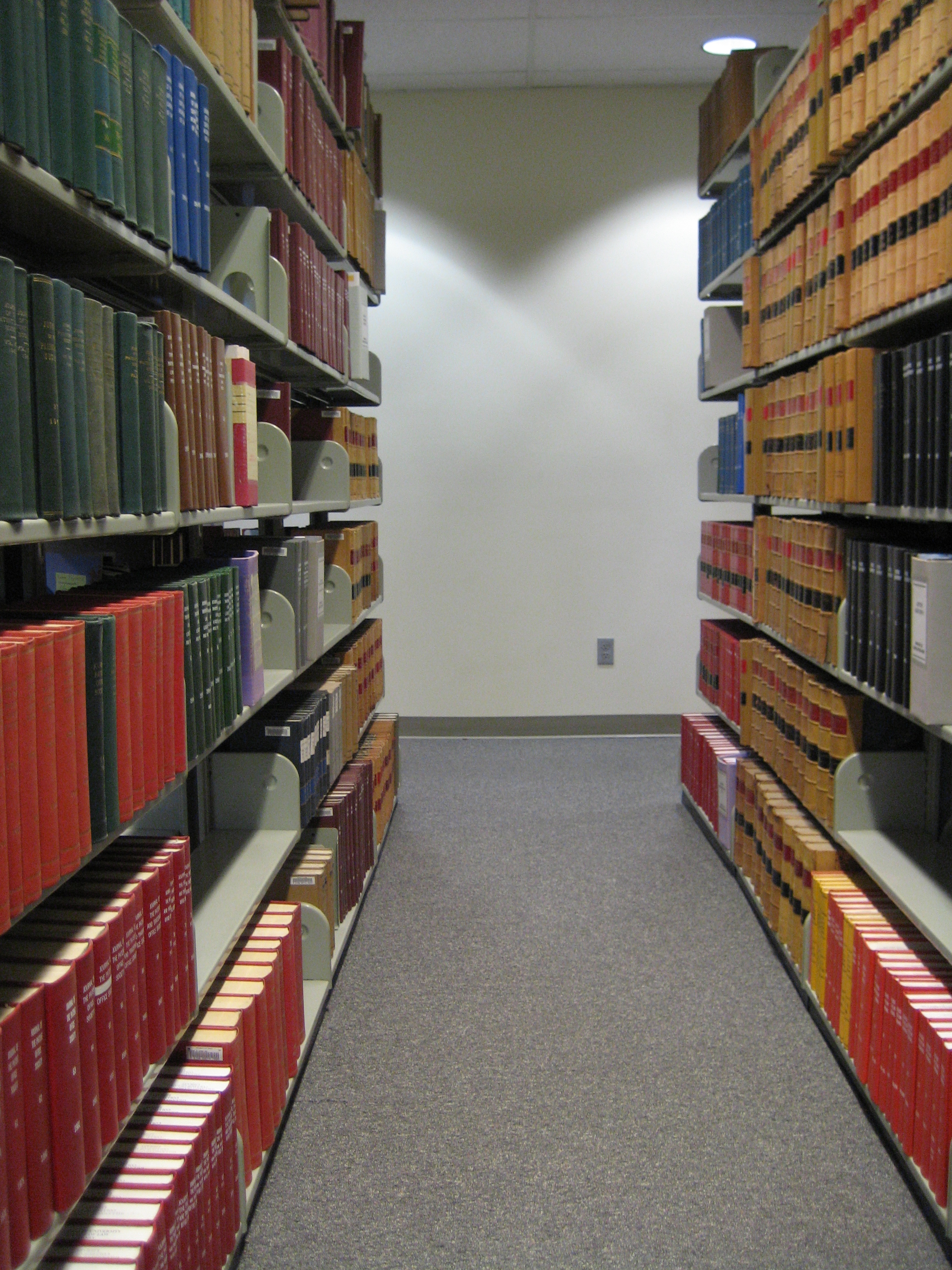
Ingebonden wetenschappelijke tijdschriften in een universiteitsbibliotheek.

De inhoud van wetenschappelijke tijdschriften is in het algemeen alleen beschikbaar voor abonnees. Universiteitsbibliotheken hebben van oudsher vele honderden abonnementen op deze tijdschriften, waardoor ze door wetenschappers ingezien kunnen worden. De losse exemplaren werden ingebonden en in principe voor altijd op de plank gezet. Gebruikers konden ze inzien en eventueel kopiëren voor eigen gebruik. Vanwege ruimtegebrek in hun publieksruimten gingen veel bibliotheken ertoe over om oudere jaargangen naar magazijnen of pakhuizen te verplaatsen, vanwaar ze alleen door magazijnpersoneel opgehaald konden worden.
Tegenwoordig gebeurt het lezen van deze tijdschriften vooral online, en vanaf de werkplek. Universiteiten sluiten overeenkomsten met uitgevers waardoor de inhoud van een reeks tijdschriften gelezen kan worden vanaf iedere computer die zich in de universiteit bevindt. Door middel van een proxyserver kunnen medewerkers vaak ook vanaf andere plaatsen toegang krijgen. Meestal kan een artikel in PDF-formaat gedownload en afgedrukt worden; het resultaat ziet er dan net zo uit als het gedrukte tijdschrift. Wie geen abonnement heeft kan vaak tegen (forse) betaling individuele artikelen downloaden. Van brede tijdschriften zoals bijvoorbeeld Nature en Science zijn ook losse nummers in de winkel te koop.
Een wetenschappelijk artikel begint meestal met een samenvatting, van enkele regels tot een halve pagina. Doorgaans is deze samenvatting wel gratis te verkrijgen, zowel van de website van de uitgever als via wetenschappelijke zoekmachines zoals Web of Science, Google Scholar en PubMed.

### Open access
Tegen het betalen voor toegang tot de wetenschappelijke literatuur komt steeds meer verzet, onder andere van overheden. Immers, zij betalen al voor het doen van onderzoek dat in de tijdschriften gepubliceerd wordt, en moeten dan nog eens betalen om het te kunnen lezen. Daardoor zijn open access publicaties in opkomst. Bij sommige uitgeverijen kunnen auteurs ervoor kiezen om zelf de kosten van de publicatie van hun artikel te betalen, waarna dit artikel vanaf elke computer ter wereld gelezen kan worden. De auteur (of hun instelling/financiering) betaalt hiervoor een Article Processing Charge (APC), zodat uitgevers hun kosten dekken en winst maken. Een dergelijke APC kostte bijvoorbeeld bij Elsevier in 2024 naargelang het tijdschrift, per artikel, en zonder korting, tussen €730 en €5030, exclusief taksen.
Er komen ook steeds meer open-access tijdschriften, die uitsluitend volgens dit principe werken.

### Andere
Naast open-access tijdschriften, die uitsluitend volgens dit principe werken, bestaat ook het “hybride” model, waarin auteurs kunnen aansluiten bij de abonnementsformule, of ervoor kiezen de publicatiekosten zelf te betalen via een APC. 

### Kritiek
Het commercieel bedrijfsmodel van grote wetenschappelijke uitgevers wordt vanuit diverse hoeken bekritiseerd:
- de publicatie- (APC) en abonnementskosten liggen hoog, hoewel de uitgeverijen zelf meestal geen directe bijdrage leveren aan het onderzoek, via financiering of peer review, terwijl de wetenschappelijke gemeenschap de meeste inhoud en peer review gratis levert;
- de hoge prijzen vergroten de ongelijkheid onder wetenschappers: de hoge kosten maken Open Access moeilijk toegankelijk voor onderzoekers uit minder welvarende landen of instellingen met een kleiner budget.

Deze kritiek heeft geleid tot bewegingen zoals Plan S (ondersteund door Europese onderzoeksfinanciers), die eisen dat alle publiek gefinancierde onderzoeken Open Access gepubliceerd worden tegen redelijke prijzen.

## Artikelen in wetenschappelijke tijdschriften
Artikelen in wetenschappelijke tijdschriften worden geschreven door wetenschappers. Ze worden hiervoor niet betaald; de meeste tijdschriften leveren niet genoeg geld op om auteurs te betalen, en publicatie van resultaten wordt gezien als een verplichting aan de maatschappij. Universiteiten en andere geldschieters verwachten ook van wetenschappers dat ze belangwekkende resultaten behalen en dat ze deze wereldkundig maken. Een onderzoeker die niet (genoeg) publiceert kan moeilijk aan geld voor nieuw onderzoek komen en kan zijn of haar baan verliezen.
De artikelen moeten aan veel geschreven en ongeschreven regels voldoen. Het belangrijkste is dat alles wat gezegd wordt controleerbaar moet zijn. Voor elke bewering die gedaan wordt, moet een betrouwbare bron gegeven worden, bij voorkeur door het citeren van een andere aan peer review onderworpen publicatie. Voor nieuwe bevindingen die in een artikel gerapporteerd worden moet duidelijk zijn met welke methoden ze verkregen zijn, zodat anderen in principe deze resultaten kunnen reproduceren. Het citeren van bronnen moet foutloos gebeuren, niet alleen opdat de lezer de bronnen kan terugvinden, maar ook steeds meer omdat de auteurs van deze bronnen ook beoordeeld worden op basis van het aantal keren dat hun artikelen geciteerd worden. Een paar mis-citaties kunnen belangrijke gevolgen hebben voor de carrière van een onderzoeker. Daarnaast worden door tijdschriften vaak limieten gesteld voor de lengte van een artikel, bijvoorbeeld maximaal 4000 (Nature) of 6000 woorden (Heart Rhythm), en voor de aantallen figuren en tabellen. Door deze eisen ontstaat vaak een zeer geconcentreerde tekst die moeilijk leesbaar kan zijn.
De meeste artikelen in wetenschappelijke tijdschriften rapporteren nieuwe resultaten. Daarnaast zijn er review-artikelen, die een overzicht geven van de bevindingen in een groot aantal artikelen, aangevuld met het inzicht dat de auteurs van zo'n review-artikel hebben verkregen. Ten slotte zijn er nog de redactionele commentaren die soms bij een artikel geplaatst worden. Deze worden geschreven door de redacteur zelf, of op diens verzoek door een andere wetenschapper. In een commentaar kan een artikel geprezen, bekritiseerd of in een breder perspectief geplaatst worden. Een kritisch commentaar komt soms tot stand doordat een van de reviewers ernstige kritiek had op een manuscript. De redacteur kan dan besluiten het toch te publiceren, maar die reviewer toe te staan een commentaar te schrijven.

## Het lezen van wetenschappelijke tijdschriften
De meeste wetenschappers hebben geen abonnementen op alle tijdschriften die ze lezen, en losse nummers worden ook zelden van voor tot achter doorgebladerd. Artikelen worden vaak gevonden en gelezen via zoekmachines (Web of Science, Pubmed, Google Scholar) of doordat ze elders geciteerd worden. Onderzoekers hebben vaak wel abonnementen op table-of-contents alerts, e-mail berichten van de uitgevers met daarin de inhoudsopgave van een nieuw uitgekomen nummer. Meestal bevat zo'n bericht links waarmee de individuele artikelen gedownload kunnen worden. Veel uitgevers sturen ook berichten rond waarin recent geaccepteerde manuscripten worden vermeld, lang voordat ze in druk verschijnen. Met behulp van een digital object identifier kan al naar een artikel worden verwezen voordat het officieel is gepubliceerd.

## Uitgeverijen
Academische uitgevers van wetenschappelijke literatuur publiceren tijdschriften, meer algemene werken, en online platformen en databases. Het kan gaan om commerciële bedrijven, om wetenschappelijke instellingen en nationale academies, of wetenschappelijke genootschappen. 

### In het Engels
De belangrijkste uitgeverijen in het Engels zijn onder meer:
- Wiley-Blackwell (VS)
- Springer Science (Duitsland), inclusief Springer Nature, uitgever van Nature
- SAGE Publications (VS)
- Oxford University Press (VK)
- Cambridge University Press (VK)
- American Association for the Advancement of Science (uitgevers van Science, VS).

Het Engels is ook de voertaal of neventaal voor de publicaties van een aantal nationale wetenschappelijke instellingen zoals de Indian Academy of Sciences, de Academy of Science of South Africa, en de Chinese Academie van Wetenschappen. 

### In andere talen
- in het Frans: EDP Sciences en Éditions Lavoisier (Frankrijk)
- in het Nederlands: Elsevier en Brill NV
- in het Portugees: Instituto Oswaldo Cruz en SciELO (Brazilië)
- in het Russisch: Naoeka (uitgeverij), en publicaties van de Russische Academie van Wetenschappen
- in het Spaans:  Editorial CSIC (Spanje) en Editorial Universitaria (Chili).